# Liste des présidents du conseil général de la Guyane
Cet article dresse la liste des présidents du conseil général de la Guyane.

## Liste des présidents du conseil général
| Période                       | Période                       | Identité                      | Étiquette                     | Étiquette                     | Qualité                                                   |
| Présidents du conseil général | Présidents du conseil général | Présidents du conseil général | Présidents du conseil général | Présidents du conseil général | Présidents du conseil général                             |
| ----------------------------- | ----------------------------- | ----------------------------- | ----------------------------- | ----------------------------- | --------------------------------------------------------- |
| 1913                          | 1919                          | Eugène Gober                  |                               |                               | Maire de Cayenne (1912-1928)                              |
| 1922                          | 1928                          | Eugène Gober                  |                               |                               |                                                           |
| 1928                          | 1928                          | Georges Anquetil              |                               |                               |                                                           |
| 1931                          | 1931                          | Ernest Prévot                 |                               | PRRRS                         | Maire de Cayenne (1929-1935)                              |
| 1932                          | 1932                          | Simon Brasse                  |                               |                               |                                                           |
| 1933                          | 1940                          | Albert Darnal                 |                               |                               |                                                           |
| 1943                          | 1944                          | Albert Darnal                 |                               |                               | Délégué à l'Assemblée consultative provisoire (1943-1945) |
| 1945                          | 1945                          | Renotte Robo                  |                               |                               | Maire de Macouria (19 mai 1929-1959)                      |
| 1945                          | 1948                          | Vermont Polycarpe             |                               |                               | Conseiller de l'Union française (1952-1958)               |
| 1948                          | 1955                          | Auguste Boudinot              |                               | PRRRS                         | Maire de Cayenne (1947-1953)                              |
| 1955                          | 1956                          | Eudoxie Vérin                 |                               |                               |                                                           |
| 1956                          | 1958                          | Roland Barrat                 |                               | UNR                           | Maire de Cayenne (1953-1965)                              |
| 1958                          | 1964                          | Jean Symphorien               |                               |                               |                                                           |
| 1964                          | 1967                          | Henry Plenet                  |                               |                               |                                                           |
| 1967                          | 1970                          | Jules Harmois                 |                               |                               |                                                           |
| 1970                          | 1973                          | Léopold Héder                 |                               | PSG                           | Maire de Cayenne (1965-1978)                              |
| 1973                          | 1979                          | Claude Ho-A-Chuck             |                               | DVD                           | Maire de Roura (1971-1997)                                |
| 1979                          | 1982                          | Élie Castor                   |                               | PSG                           | Maire de Sinnamary (1977-1996)                            |
| 1982                          | 1985                          | Emmanuel Bellony              |                               | RPR                           |                                                           |
| 1985                          | 1994                          | Élie Castor                   |                               | PSG                           |                                                           |
| 1994                          | 1998                          | Stéphan Phinéra-Horth         |                               | PSG                           | Conseiller municipal de Cayenne                           |
| 1998                          | 2001                          | André Lecante                 |                               | DVG                           |                                                           |
| 2001                          | 2004                          | Joseph Ho-Ten-You             |                               | DVG                           | Conseiller municipal de Rémire-Montjoly                   |
| 2004                          | 2008                          | Pierre Désert                 |                               | DVG                           | Maire de Régina (1977-2004)                               |
| 2008                          | 2015                          | Alain Tien-Liong              |                               | DVG                           |                                                           |